# Chocolat Guérin-Boutron
 (août 2017).
Si vous disposez d'ouvrages ou d'articles de référence ou si vous connaissez des sites web de qualité traitant du thème abordé ici, merci de compléter l'article en donnant les références utiles à sa vérifiabilité et en les liant à la section « Notes et références ».
 (mars 2020).
La Maison Chocolat Guérin-Boutron est une marque de luxe française en activité en France de 1775 à 1942. En 2016 cette marque est rachetée par le prêtre Johann Ignaz Domas-Conzemius.  Le lancement de la nouvelle production a eu lieu dans l'année suivante en Belgique.

## Historique

### Les débuts

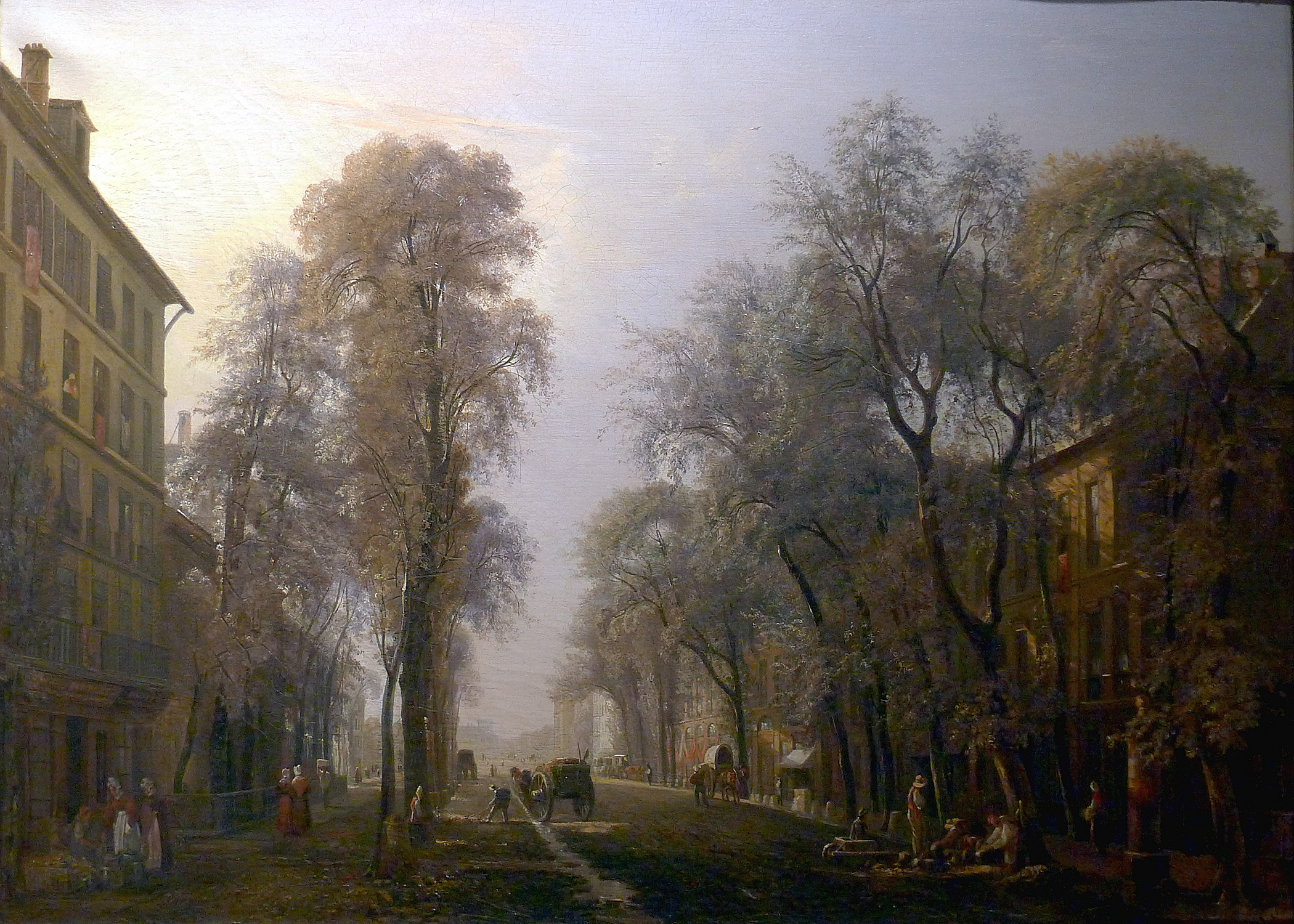
Isidore Dagnan, Le boulevard Poissonnière en 1834, Paris, musée Carnavalet.

La Maison Chocolat Guérin-Boutron est une marque de luxe française fondée à Paris en 1775.
L'usine spéciale pour la fabrication des chocolats était située au 23 et 25 de la rue du Maroc dans le 19ème arrondissement à Paris. En 1910, l’usine employait environ 280 ouvriers. L'entreprise disposait à Paris de deux magasins de vente au détail au 29, boulevard Poissonnière dans le 9ème et au 28, rue Saint-Sulpice dans le 6ème. Guérin-Boutron précéda les chocolats Poulain dans l’habitude de joindre à ses tablettes des images chromolithographiques représentant des personnages issus de l’Histoire ou de l’imaginaire populaire. Par souci de fidélisation, ces images étaient publiées en petites séries.

### Le développement
La Maison Guérin-Boutron devient renommée par son chocolat à la vanille et son chocolat Solubia. 
Elle reçoit une médaille d'or à l'Exposition universelle de 1889 et à celle de l'Exposition universelle de 1900 et est récompensée par une médaille à toutes les Expositions universelles.

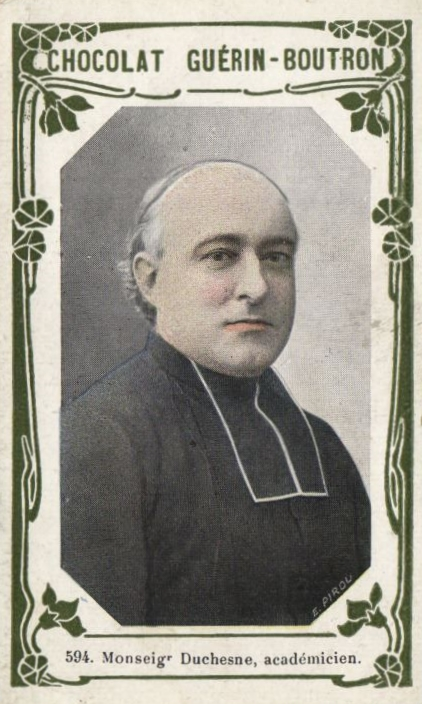
Une carte à collectionner des albums de la marque Chocolat Guérin-Boutron représentant ici Louis Duchesne.

Avant Liebig, Debauve et Gallais ou Suchard, Guérin-Boutron est la première société à se lancer dans l'imagerie publicitaire. Ces chromolithographies ne sont pas destinées à être présentées en album. Deux albums Livre d'or des célébrités contemporaines sont édités à partir de 1903, chacun comprenant 500 images environ.

### Le déclin

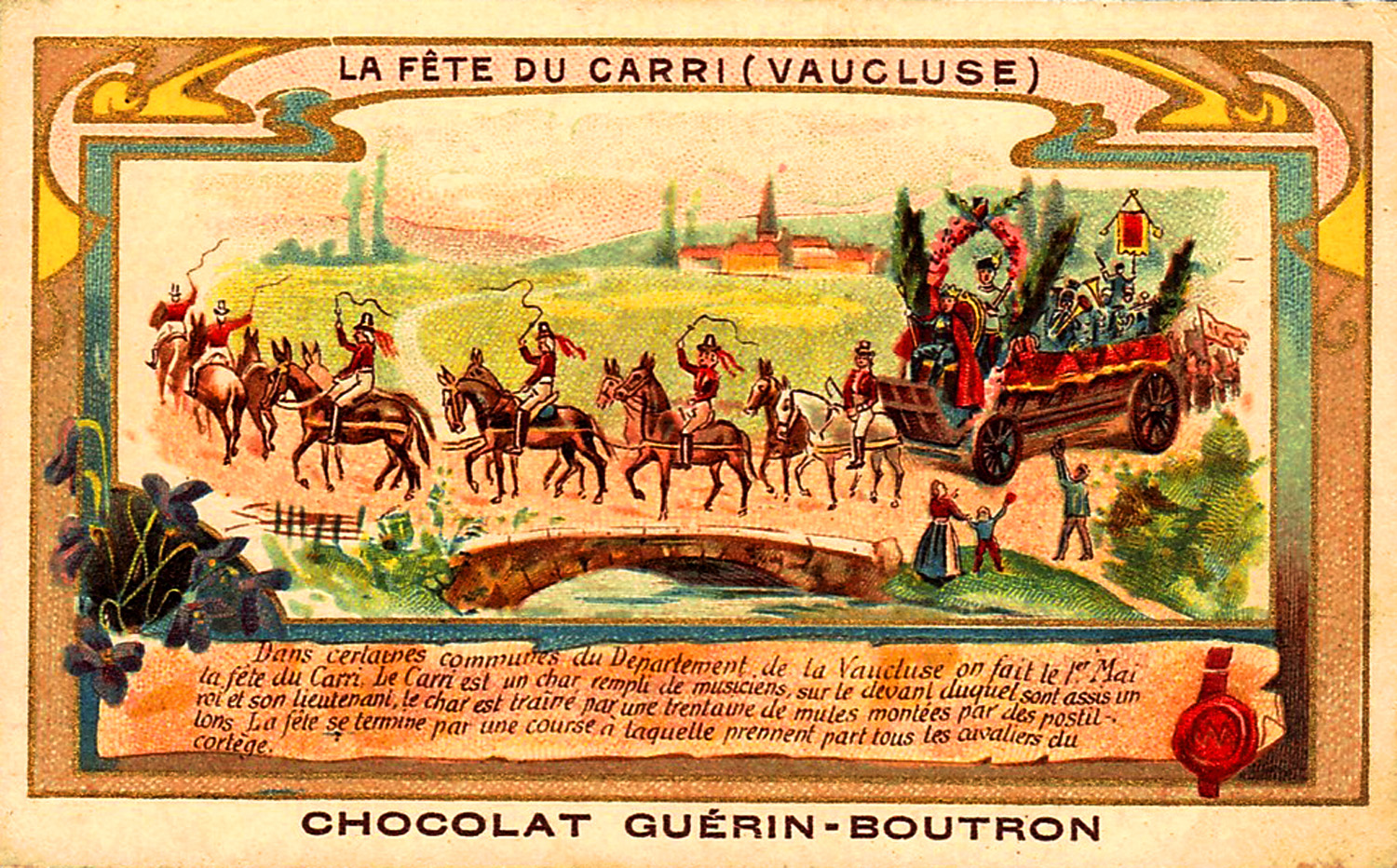
La fête du Carri, chromolithographie publicitaire des Chocolats Guérin-Boutron.

La société fait appel aux investisseurs extérieurs en 1923 en mettant 12 000 actions en vente.  Elle devient une société anonyme au capital de 6 millions de francs, ayant pour objet la fabrication et la vente du chocolat. En 1924, Maurice Guérin meurt. Il était président du conseil d'administration de la Société Guérin-Boutron et vice-président de la chambre syndicale des chocolatiers de France, ancêtre de la Confédération des Chocolatiers et Confiseurs de France. À la mi-septembre 1929, en villégiature depuis quelques jours à Lanslebourg en Savoie, le fils du fabricant parisien, René Guérin-Boutron (né en 1910), part pour l'ascension de la pointe de la Roaec (3 600 mètres) où il tombe d'une grande hauteur en Haute-Maurienne en se fracturant le crâne. Une assemblée extraordinaire de la société est convoquée le 19 février 1935. Après la faillite de Guérin-Boutron, du matériel de chocolaterie est vendu le 22 avril 1942 au no 23 rue du Maroc.

### Les dirigeants familiaux
Les Guérin et les Boutron sont issus d'une lignée de négociants-épiciers et de distillateurs-marchands de vins. Les familles GUERIN et BOUTRON sont plusieurs fois unies.
- Barthelemy Louis Antoine Guérin (1780-1821) ép. Elisabeth Emilie Boutron
  - Marie Louis Antoine Guérin (1814-1866), marchand chocolatier, juge au Tribunal de commerce de Paris ép. Victoire Marie Antoinette Boutron (1817-1887) ;
    - Marie Louis Emile Guérin 1838-1902, marchand chocolatier ép. Marie Augustine Alabarbe (1845-1926) ;
      - Marie Louis Armand Maurice Guérin (1869-1924) négociant, associé de son cousin Roger Guérin, vice-président de la chambre syndical des chocolatiers de France;
        - René (Marie Emile) Guérin (1911-1929) décédé accidentellement à 18 ans;
        - Solange Guérin (1912-vers 2002);

    - Marie Alexis Paul Guérin (1839-1904) marchand chocolatier ép. Sophie Stéline Alabarbe (1848-1916), sœur de Marie Augustine Alabarbe ;
      - Marie Louise Adèle Madeleine Guérin (1869-..) ép. Edouard Charles Auguste Félix Morin (1859-1923) industriel ;
      - Marie Constant Jean Guérin (1871-1903),
      - Roger (Marie Edmond) Guérin (1885-1903) négociant, associé à son cousin Paul ép. Blanche Marie Joséphine Hue (1889-..),

    - Marie Louise Alice Guérin (1840-..) ép. Sigismond Pierre Robineau (1835-..) négociant, associé avec Auguste Roumestant son beau-frère;
    - Marie Louise Amélie Guérin (1842-1920) ép. Pierre Auguste Victor Roumestant (1835-1891).

Dès le milieu du XIXe siècle, les dirigeants se font appeler Guérin-Boutron même si l'état civil ne connaît que Guérin.
La lignée des Boutron comporte également le pharmacien chimiste Antoine François Boutron Charlard.

## Réveil et redémarrage de la production depuis la Belgique
C’est à Bruxelles que cette maison de luxe parisienne reprend ses activités en 2016, 74 ans après son arrêt. C’est Johann Ignaz Domas-Conzemius, descendant de la Famille Conzemius, à la suite du rachat de la marque à un groupe financier du 8e arrondissement parisien mandaté quelques mois plus tôt par le Groupe Hédiard, qui œuvre alors à relever la Maison Guérin-Boutron. En 2017, Johann Domas-Conzemius et son associé Raphaël de Macar relancent en Belgique la production, interrompue depuis plus de deux siècles, de cette Maison de Chocolat.
La Maison Chocolat Guérin-Boutron est en 2017 la première entreprise artisanale[source insuffisante] de chocolat belge voulant travailler la fève de Côte d'Ivoire[à vérifier].